# Wim Verstappen

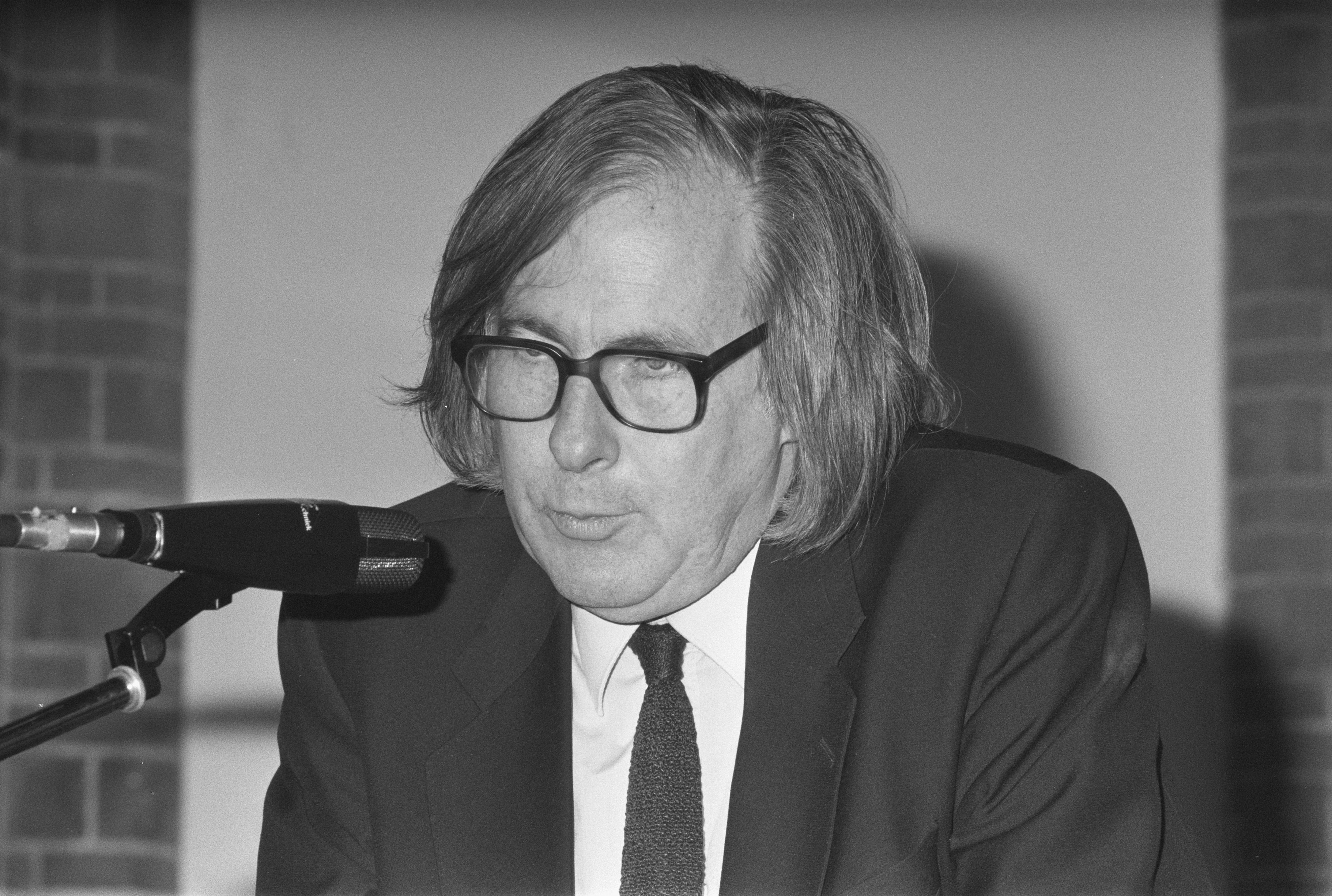
Wim Verstappen in 1987

Wim Verstappen (Gemert, 5 april 1937 – Amsterdam, 24 juli 2004) was een Nederlands film- en televisieregisseur, filmproducent en scenarioschrijver.

## Leven en werk
Verstappen bracht zijn jeugd door op Curaçao. Hij begon in 1961 aan de Filmacademie te Amsterdam, en maakte in 1966 zijn regiedebuut met De minder gelukkige terugkeer van Joszef Katus naar het land van Rembrandt. Kort nadat Nicolai van der Heyde, Gied Jaspars en de Surinaams-Nederlandse regisseur Pim de la Parra in 1964 het filmblad Skoop hadden opgericht trad Verstappen toe tot de redactie, omdat het eerste nummer een artikel tekortkwam. Vanaf 1965 regisseerde en produceerde hij films met De la Parra onder de firmanaam Scorpio Films en werd het duo bekend als 'Pim & Wim'. In de jaren zeventig leverden ze met de Stichting Continue Speelfilmproductie de ene Nederlandse speelfilm na de andere af, waaronder Blue Movie (1971) met expliciete seksscènes, die de afschaffing van de Nederlandse filmkeuring voor volwassenen veroorzaakte. Het bracht geld in het laatje voor moeilijker te realiseren, persoonlijke films van het duo. Voor Verstappen was dat Dakota (1974), die altijd zijn lievelingsfilm is gebleven; De la Parra maakte later Wan Pipel (1976).
Nadat Pim & Wim wegens meningsverschillen en schulden uit elkaar gingen, regisseerde Verstappen met Frans Rasker als producent Pastorale 1943 (1978), en Het verboden bacchanaal (1981), naar de gelijknamige romans van Verstappens geliefde schrijver Simon Vestdijk. De eerste film, over de knulligheid van het Nederlandse verzet tijdens de Tweede Wereldoorlog, was een groot succes en trok ruim één miljoen bezoekers, maar Het verboden bacchanaal bleef hier ver bij achter en werd neergesabeld door de kritiek. Verstappen viel in 1983 nog in als regisseur van De Zwarte Ruiter nadat Ruud van Hemert was afgehaakt, en regisseerde in 1987 De Ratelrat, maar beide films flopten.
Hierna maakte Verstappen geen nieuwe films. Hij ging zich toeleggen op het veilig stellen van de rechten van filmmakers. Verstappen was bedenker en oprichter van de auteursrechtenorganisatie Sekam. Ook zijn lobby voor het behouden van de aftiteling van op televisie vertoonde films was succesvol.
In 1992 ontving Verstappen uit handen van Sylvia Kristel de Dutch Filmmuseum Award voor zijn verdiensten voor de Nederlandse filmindustrie, en in 1995 ontving hij een Gouden Kalf voor zijn gehele oeuvre.
Wim Verstappen overleed op 67-jarige leeftijd in zijn woning te Amsterdam aan nierkanker. Hij werd gecremeerd in crematorium Westgaarde te Amsterdam.
Ter ere van zijn bijdrage aan de Nederlandse filmcultuur werd in 2016 een plantsoen in Amsterdam naar hem vernoemd: het Wim Verstappenplantsoen.

## Filmografie (beknopt)
- IJdijk (1965; een 'experimentele' film over pedofilie van Mattijn Seip en Barbara Meter, waarin Verstappen de rol van pedofiel speelde)
- De minder gelukkige terugkeer van Joszef Katus naar het land van Rembrandt (1966)
- Liefdesbekentenissen (1967; hoofdrol voor Ramses Shaffy)
- Drop-out 1969 (AKA De Meester Kan Me Nog Meer Vertellen)
- Blue Movie (1971; hoofdrollen voor Carry Tefsen en Hugo Metsers)
- VD (1972)
- Frank en Eva (1973)
- Alicia (1974)
- Dakota (1974)
- Leren van Las Vegas (1974; documentaire, gedraaid op 8 mm/geluid, vertoningskopie 16 mm; commentaarstem Kees Brusse)
- Mens erger je niet (1975)
- Pastorale 1943 (1978; naar de gelijknamige roman van Simon Vestdijk); ook bewerkt tot televisieserie in vier delen
- Grijpstra en De Gier (1979; naar Het lijk in de Haarlemmerhouttuinen van Janwillem van de Wetering uit 1975)
- Het verboden bacchanaal (1981; naar de gelijknamige roman van Simon Vestdijk)
- De Zwarte Ruiter (1983); in 1986 bewerkt tot televisieserie in drie delen onder de titel De Smokkelaar
- Leren van Las Vegas (hermontage 1985 van de oorspronkelijke versie uit 1974 voor de Nederlandse televisie)
- De Ratelrat (1987; naar de gelijknamige roman van Janwillem van de Wetering); bewerkt tot driedelige televisieserie met de titel Het lijk uit Friesland

## Trivia
- Tim Krabbé publiceerde in het Amsterdamse studentenblad Propria Cures ooit een kolderiek gedicht over Verstappen en Pim de la Parra waarin hun namen op allerlei mogelijke manieren door elkaar worden gehusseld en vervormd.[2] Het gedicht is opgenomen in de Propria Cures-bloemlezing Citroen, Citroen uit 1972, samengesteld door Rogier Proper (OCLC 63318216).